# ハウス・トゥ・ハウス・ネットサービス
ハウス・トゥ・ハウス・ネットサービス株式会社は、日本の不動産会社。東京都の城北エリア、埼玉県南部を中心に賃貸仲介業、リフォーム、不動産管理、売買仲介業を行っている。2020年1月現在は18店舗を展開している。

## 概要
賃貸仲介業を主な業務とし、リフォーム、建物管理も行っている。経営理念は「熱意ある行動」・「継続は信頼なり」・「期待を超えるサービスを」を掲げている。

## 沿革
- 2000年04月　東京都足立区で設立
- 2000年10月　板橋店オープン（東京都板橋区）、同時に本社を移転　　賃貸仲介業務・管理業務を開始
- 2001年08月　十条店オープン（東京都北区）
- 2002年05月　赤羽店オープン（東京都北区）
- 2002年08月　東京都北区に本社を移転、管理センター開設
- 2002年10月　入居者・建物管理、更新業務の一元化を図る　　家賃保証業務開始
- 2003年04月　巣鴨店オープン（東京都豊島区）
- 2003年11月　資本金を2,000万円に増資
- 2003年12月　板橋東口店オープン（東京都板橋区）
- 2004年08月　隣接した新築ビルに本社移転（東京都北区赤羽）　業務拡大のため3Fに本社、1Fに赤羽店
- 2005年02月　資本金を5,000万円に増資
- 2005年04月　リフォーム部開設　原状回復費用の削減のため、自社施工による業務を開始
- 2005年07月　池袋店オープン（東京都豊島区）
- 2006年12月　国土交通大臣の免許取得
- 2007年02月　川口店オープン（埼玉県川口市）
- 2007年08月　大山店オープン（東京都板橋区）
- 2008年09月　社内体制の強化 人材募集、社内研修、ウェブサイト運用等を開始
- 2009年04月　新卒一期生募集開始
- 2009年07月　十条駅前店オープン（東京都北区）
- 2010年01月　日暮里店オープン（東京都荒川区）
- 2011年05月　川口店移転、リニューアルオープン（埼玉県川口市）
- 2011年12月　板橋区役所前店オープン（東京都板橋区）
- 2012年02月　資本金を1億円に増資
- 2012年08月　流通サービス部（現・管理センターリーシング課）開設（東京都北区）
- 2012年11月　西日暮里店オープン（東京都荒川区）
- 2014年08月　田端店オープン（東京都北区）
- 2014年11月　赤羽駅前店オープン（東京都北区）
- 2015年01月　FC事業開始　　日暮里店、FC1号店としてリニューアルオープン（運営・株式会社せとや不動産）
- 2015年11月　王子店オープン（東京都北区）
- 2016年08月　駒込店オープン（東京都文京区）
- 2016年09月　志村坂上店オープン（東京都板橋区）
- 2017年08月　営業サポート開設　　採用・教育・人事の専門部署
- 2017年11月　サポートセンター開設　お客様からの反響対応 専門部署
- 2018年06月　大塚店オープン（東京都豊島区）
- 2018年12月　板橋駅前店オープン（東京都板橋区）
- 2019年01月　東十条店オープン（東京都北区）

## 加盟している団体
- （社）全日本不動産協会
- （社）不動産保証協会

## 公式キャラクター
- ハウピー

耳と耳がつながっためずらしいウサギ。
耳とアクセサリーの形がハウス・トゥ・ハウスのロゴマークに似ていることが縁で、ハウス・トゥ・ハウスでお部屋さがしのお手伝いをすることになりました。
お友達のハウリス、ハウパト、ハウムシ、ハウカリ、ハウゾウ、ハウハウ号とはいつも一緒。
ツキを招いてみんなの暮らしにハッピーを届けてくれます。
- ハウパト

街をパトロールしてみんなの暮らしを見守るハト。将来の夢はおまわりさん。
頭には警察の制帽代わりにパトランプをのせています。
- ハウムシ

木造の一戸建てから超高層マンションまで、あらゆる住居に詳しいムシ。
困ったときにはどこからともなく現れ適切なアドバイスをくれます。おヒゲがすてきな無口な紳士。
- ハウリス

ハウピーを慕う子リス。センサーのように敏感な大きなしっぽでトラブルを発見します。
やんちゃでお部屋の内見が大好き。
- ハウカリ

お引越しが大好きなヤドカリ。引越しを繰り返しているうちにお引越しの妖精になりました。
無表情だけど好奇心旺盛。最近興味があるのはリノベーション。
- ハウゾウ

みんなの暮らしを快適にするランプの精のゾウ。
太りすぎてランプに戻れなくなり、ハウス・トゥ・ハウスで借りたお屋で一人暮らしを満喫中。
- ハウハウ号

機動力が自慢の四駆車。車内では手厚いおもてなしでお部屋さがしをサポートしてくれます。
好きな場所は洗車場とガソリンスタンド。